# Покровський мікрорайон
Покровський мікрорайон, Покровка — місцевість в Олександрії між залізницею та річками Березівка й Інгулець.

## Розташування
Одна з центральних місцевостей міста, через неї проходить центральна міська вулиця — Соборний проспект. Центром місцевості є Покровська площа. Щільна житлова забудова: довкола площі та проспекту забудова переважно дво-, п'яти- або дев'ятиповерхова, на решті території — індивідуальна малоповерхова.

## Історія
Центральна площа місцевості у ХІХ сторіччі називалася переважно Провіантською, ймовірно через розташування армійських складів.

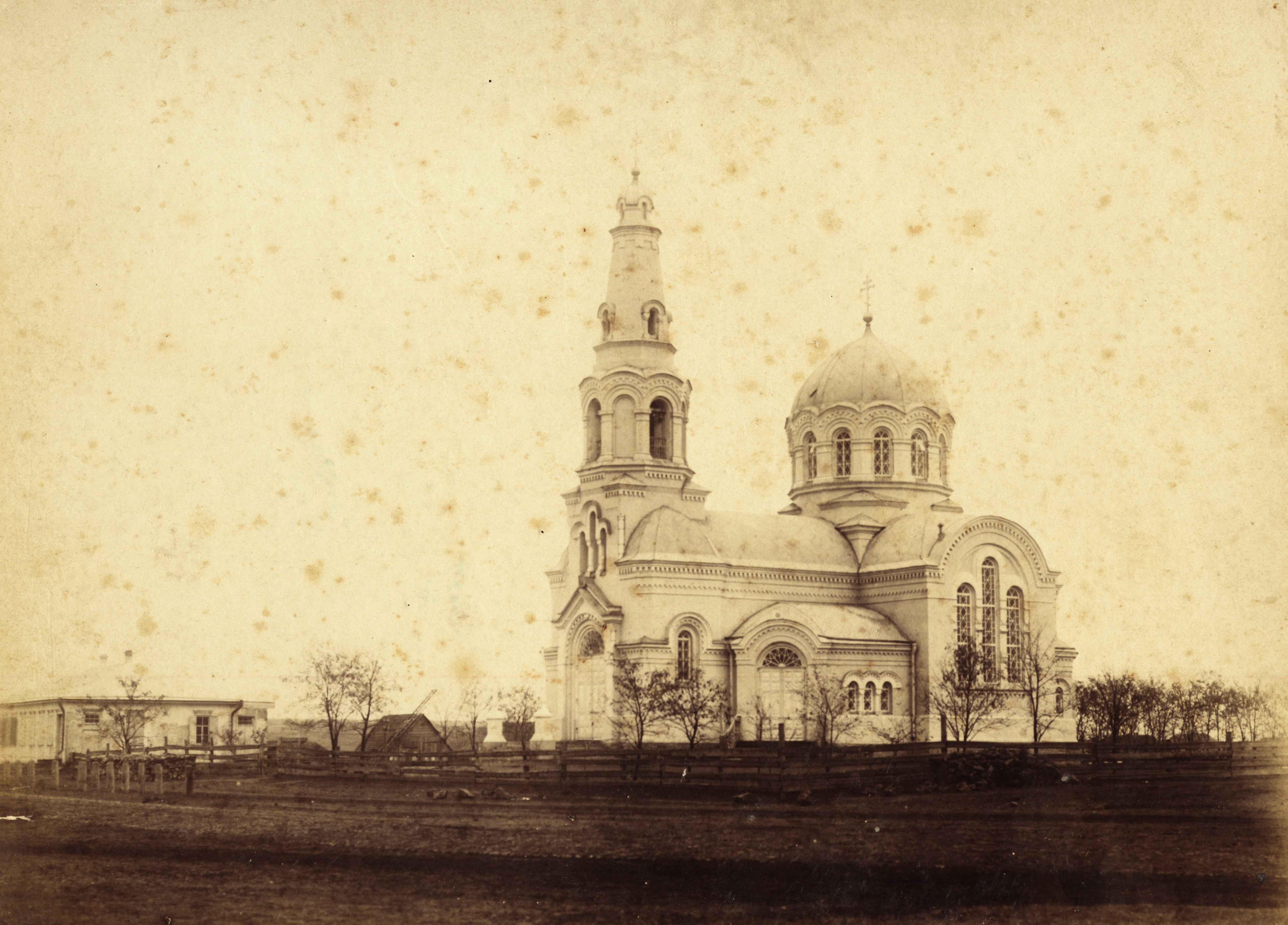
Свято-Покровська церква

29 жовтня 1896 року на площі було освячено Свято-Покровську церкву, будівництво якої тривало чотири роки (закладена 19 липня 1892 року). Вона стала найбільшим храмом міста. Відтоді площа стала називатися Покровською.
У 1936 році Покровську церкву було знесено окупаційною більшовицькою владою в межах антирелігійної кампанії.
У часи більшовицької окупації площа мала назву Кірова — на честь одного з лідерів компартії, загадковим чином вбитого у 1934 році.
19 лютого 2016 року в межах процесу декомунізації площі було повернуто її історичну назву — Покровська, а Кіровський мікрорайон перейменовано на Покровський
.